# Paractenopsyllus gemelli
Paractenopsyllus gemelli är en loppart som beskrevs av Duchemin 2004. Paractenopsyllus gemelli ingår i släktet Paractenopsyllus och familjen smågnagarloppor. Inga underarter finns listade i Catalogue of Life.